# Dactylopius coccus
La cochinilla del carmín (Dactylopius coccus, Costa, 1835) es una especie de insecto hemíptero parásito, perteneciente a la familia Dactylopiidae, cuyo huésped son las plantas de los géneros Opuntia y Cereus (nopales o chumberas). Se le conoce también con los nombres grana cochinilla, cochinilla grana, nocheztli (o simplemente cochinilla). El carmín, que se extrae de las hembras, se ha usado como tinte de tejidos desde hace siglos, y aún hoy como colorante alimentario o en cosméticos como lápices de labios. Tras la invención de pigmentos y tintes sintéticos como la alizarina a finales del siglo XIX, el uso de tintes naturales fue disminuyendo paulatinamente. Los temores sobre la seguridad de los aditivos alimentarios artificiales renovaron la popularidad de los tintes de cochinilla, y el aumento de la demanda ha hecho que el cultivo del insecto vuelva a ser rentable, siendo Perú el mayor productor, seguido de México, Chile, Argentina y Canarias.

## Biología

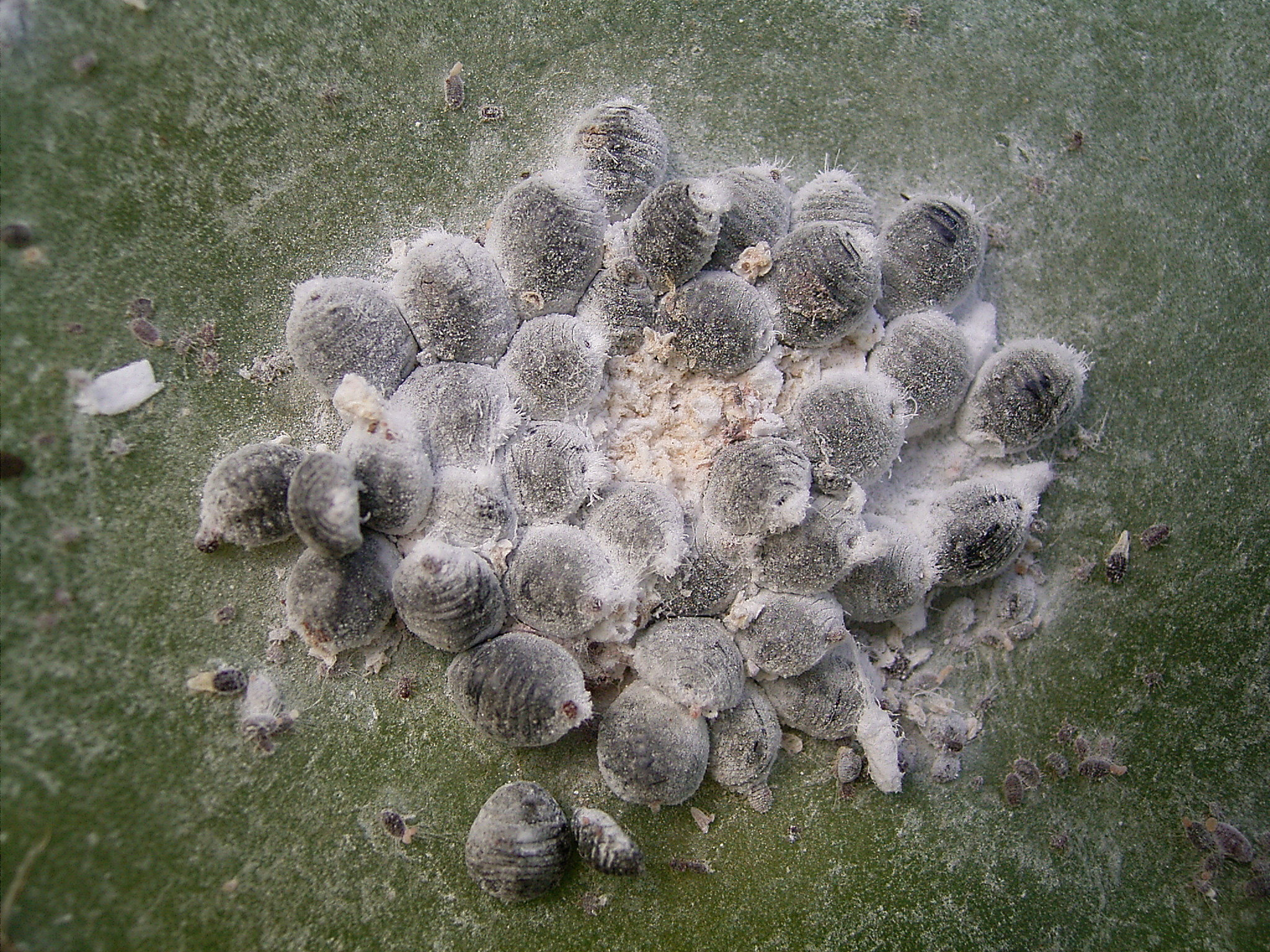
Grupo de cochinillas

Las hembras son de cuerpo blando, aplanado y ovalado de unos 6 mm de longitud por 4,5 de ancho y carentes de alas. El macho, por el contrario, es más pequeño, unos 2,5 mm, presenta un par de alas bien desarrolladas, la cabeza, el tórax y el abdomen se distinguen bien y las patas y antenas son más largas.
Los estadios del ciclo de vida de la cochinilla son: 
- Para la hembra, huevo, ninfa I, ninfa II y adulto.
- Para el macho: huevo, ninfa I, ninfa II capullo, pre-pupa, pupa y adulto.

La alimentación, tanto de las hembras como de los machos, depende de la extracción de la savia de los tallos del nopal mediante sus bocas, que cuentan con una trompa picadora chupadora. El macho adulto no se alimenta y muere tras la reproducción.

### Reproducción
Un aspecto curioso de su biología es su manera de reproducirse. El acoplamiento tiene lugar de noche, por lo que es difícil de observar. El macho sube sobre la hembra y la acaricia con sus patas delanteras. Después se coloca a un lado, se arquea bajo el cuerpo de la hembra e introduce el esperma en una de las dos aberturas genitales que esta tiene (una a cada lado del cuerpo). A continuación repite la operación al otro lado. En la parte ventral del abdomen las hembras presentan unos apéndices con unas expansiones membranosas que forman una especie de saco. Es en este órgano donde guardan los huevos fecundados, de los cuales salen las ninfas, de color rojizo.

## Explotación de la cochinilla
De la grana cochinilla se obtiene un extracto de color rojo natural o carmesí, que al ser mezclado con ácidos (como el jugo de limón) da otros tonos de rojo, pero al combinarse con los alcalinos cambia a morado. La extracción del colorante compuesto por dos sustancias conocidas como el carmín y el ácido carmínico (es una sustancia química compleja utilizada como colorante rojo). Entre los pueblos mesoamericanos, la grana era sumamente cotizada por los pobladores y se utilizaba para teñir objetos diversos: alimentos, plumas, madera, textiles, algodón, piedras, tajes, viviendas, y se usaba también como tintas para códices. 
El extracto de cochinilla probablemente es el colorante natural con mejores características tecnológicas, pero se utiliza cada vez menos debido a su alto precio. Sus aplicaciones son diversas, un ejemplo es la industria de alimentos: mermelada, yogur, helados y bebidas con un color rojo muy agradable; también ofrece perspectivas de aprovechamiento en la industria cosmética, textil y farmacéutica. 

### Historia
Desde el siglo XVI, los europeos reconocieron el valor económico de la cochinilla en la industria textil, como  promovieron su producción como monopolio en regiones del actual estado de Oaxaca, articulándola con la seda de Asia, para el consumo de ambas entre los monarcas, la nobleza y el alto clero. Asimismo, artistas en Europa, el Imperio otomano, India, China y Japón, de entre los siglos XVI y mediados del XIX, utilizaron colores rojos producidos por la cochinilla mexicana para la coloración de sus obras.
Francisco Javier Clavijero, en su obra Historia Antigua de México, afirma que la cochinilla necesitaba de mayor cuidado que los gusanos de seda. La lluvia, el frío, y los vientos la dañaban; los pájaros, ratones y orugas la devoraban, por lo cual era necesario tener siempre muy limpios los plantíos de nopales o tunas. En tiempo de lluvia preparaban, dentro de las casas, nidos de heno, de borra o de algo semejante junto con las hojas de la tuna, de cuyo jugo se alimentaban. Antes de tener sus crías, la cochinilla muda de piel; para eliminársela las personas que habitaban en el México prehispánico se valían de una cola de conejo, que manipulaban suavemente para no despegar al insecto de las hojas ni dañarlo. 
En cada hoja se disponían tres nidos y en cada uno se colocaban hasta quince cochinillas. Año con año preparaban tres cosechas, reservando en cada una cierto número de insectos para la futura generación; la última cosecha, era la menos apreciada, porque en ellas eran más pequeñas las cochinillas e iban mezcladas con alguna raspadura de la tuna. Para matarla, era común sumergir a la cochinilla en agua caliente; luego la secaban con mucho cuidado, pues de ello dependía, en gran medida, la calidad del color. Tenían tres métodos: uno era secarla al sol; otro, secarla en el comal que usaban para cocer su pan de maíz, y uno más, en el temazcal. Al igual que todos los demás miembros del género
La aparición de los tintes sintéticos, con base en la anilina, mucho más económicos, ha hecho que su cultivo vaya en retroceso. Sin embargo, la reciente prohibición para uso alimentario y cosmético de los colorantes sintéticos ha propiciado un aumento en la demanda de la cochinilla mexicana,  canaria y estadounidense.

### Plantación y reproducción

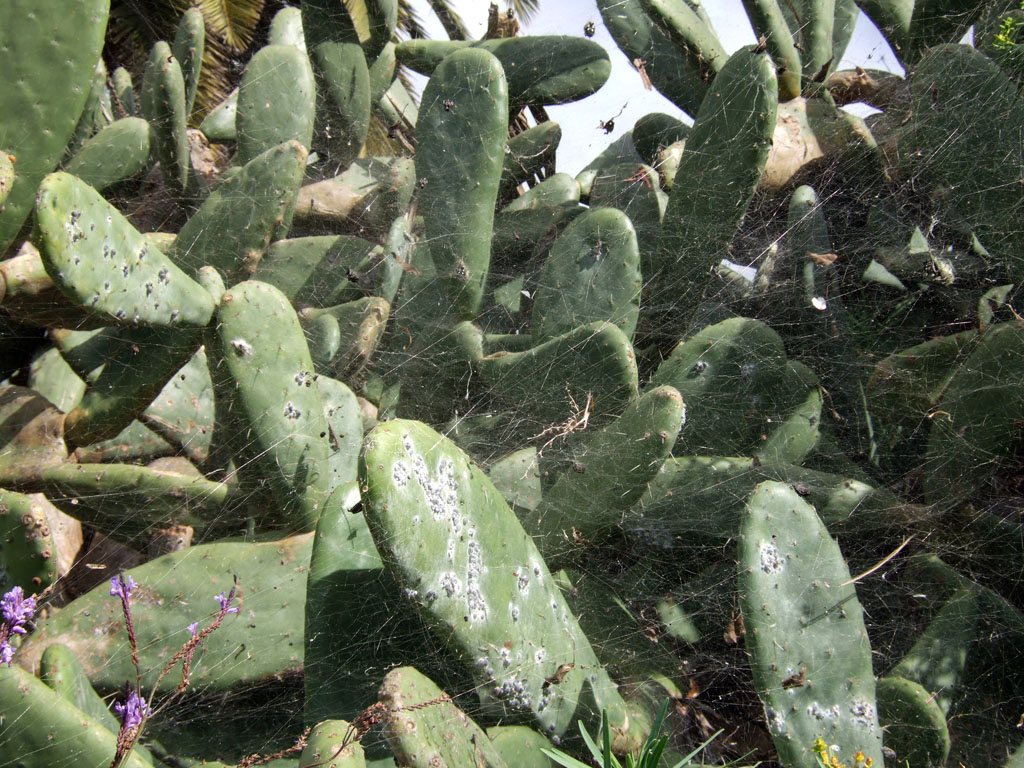
Cultivo de cochinillas sobre unas chumberas en la isla de la Palma

Ésta se realiza introduciendo cochinilla viva en unos sacos de tela que se depositan sobre la hoja de la tunera. A los pocos días estos sacos son retirados y puestos en una nueva hoja. 
En este breve tiempo, los insectos de menor tamaño pasan a través de la fina tela hasta la hoja de la tunera, fijándose en ella clavando su pico.

### Recolección

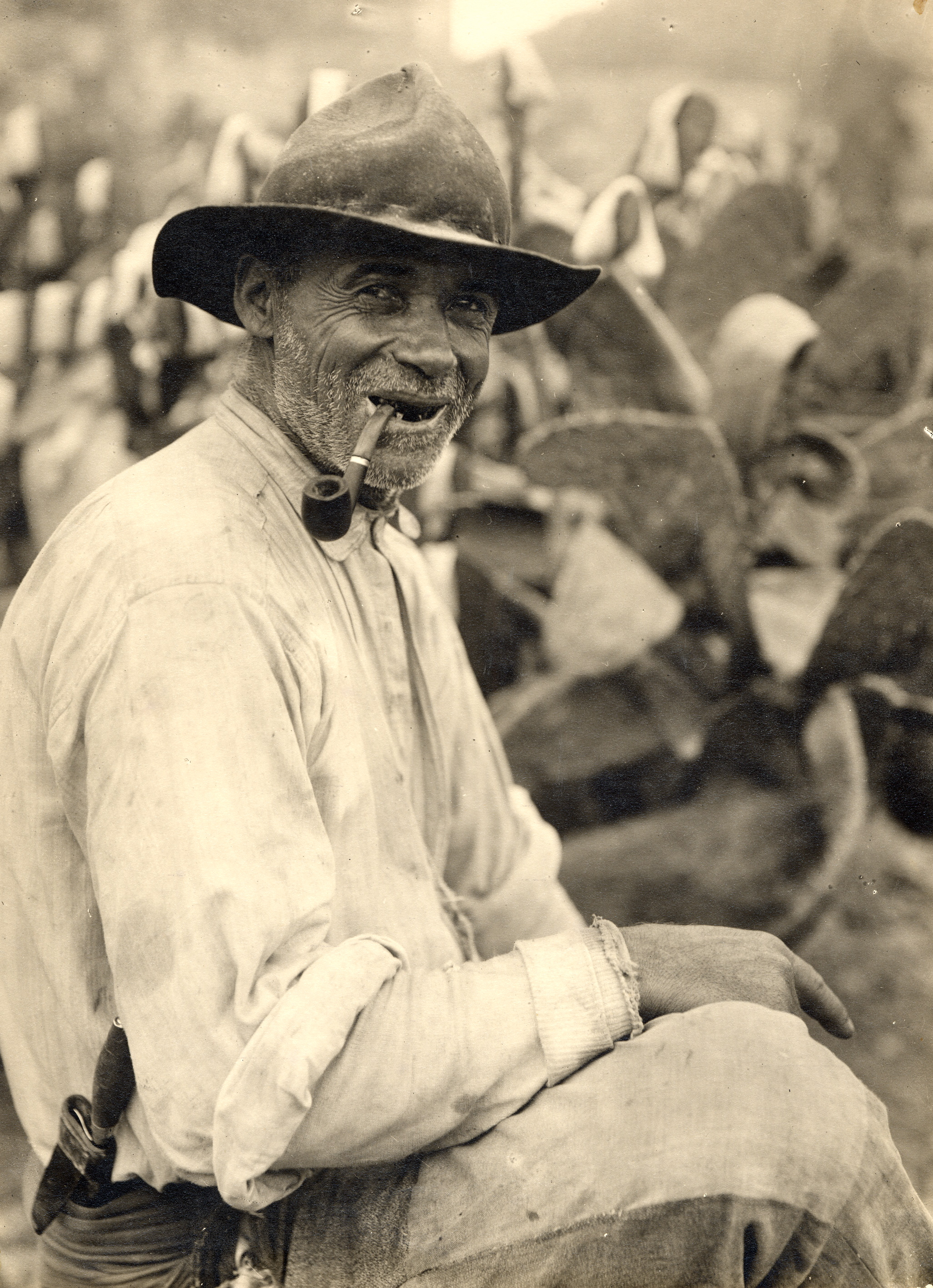
Jornalero de la cochinilla con un cuchillo canario al costado, Gran Canaria (1928). Al fondo se aprecian tuneras, como se llaman las chumberas en la isla.

La recolección de la cochinilla se realiza aproximadamente a los noventa días de su plantación dependiendo de la altitud de la zona. Para ello se utiliza una cuchara con un mango alargado, que facilita al agricultor llegar hasta todas los cladodios o paletas de la tuna. Una vez raspada con cuidado la hoja o paleta y desprendida la cochinilla, se deposita en un recipiente apropiado.
El agricultor debe proveerse de guantes y ropa adecuada que le proteja de las espinas de las tuneras así como del intenso sol. La recolección se hace por la mañana, recogiéndose solamente la cochinilla madura dejando las más pequeñas en la planta.

### Secado
Para realizar el secado de la cochinilla existen diferentes métodos, los insectos se exponen al sol en unas bandejas, habitualmente de madera, teniendo especial cuidado en no amontonarlas y esperando varios días hasta que se sequen completamente. Una vez seco el insecto, este reduce su masa aproximadamente en un tercio, mostrando un aspecto de granos de color negro. Finalmente es empaquetado y exportado.

### Regulación
En la Unión Europea el carmín debe etiquetarse como E-120 e internacionalmente se lo conoce como colorante rojo natural n.º 4. La OMS estableció un límite de consumo diario de 5 mg/kg/día. Al no ser tóxica, el tinte que de ella se extrae se usa en la industria como colorante (E-120) de una gran variedad de productos: cosmética, alimentación, textiles, vinos, etc., ya que convenientemente procesado proporciona una variada gama de colores: violeta, naranja, rojo, gris y negro.   
En Canarias (España) se cultiva, fundamentalmente, en Lanzarote (200 ha), La Palma y en menor medida en Gran Canaria. Desde el año 2016, la cochinilla de Canarias, es el primer tinte natural del mundo que ostenta el sello de calidad de la Denominación de Origen Protegida que concede la Unión Europea.En la actualidad la empresa Canaturex de Gran Canaria ampara su exportación bajo esta denominación de origen.
En Australia, India y Sudáfrica se ha usado con éxito como controlador biológico de las tuneras que se habían convertido en especies invasoras. En Colombia ataca considerablemente a las plantaciones forestales como es el caso de la teca en zonas como la costa atlántica. En España el ICA (Instituto de Ciencias Agrarias) perteneciente al CSIC es el encargado de su regulación.

## Daños a las plantaciones de chumberas(Opuntia máxima)
En la actualidad, y desde hace unos años, las poblaciones de chumberas del sureste español está siendo gravemente afectada por la cochinilla, hasta el extremo de estar en peligro en algunas comarcas. No olvidemos por otro lado que la chumbera está clasificada como especie exótica invasiva en España. Su importancia en el sur de la península ibérica viene dada principalmente por el valor de sus frutos y no por la cría de cochinilla. Actualmente no existe un tratamiento eficaz de base científica y las recomendaciones pasan por destruir las partes afectadas de la planta. Hasta ahora el único tratamiento que se ha visto efectivo para salvar la planta y eliminar la plaga es la limpieza mecánica y el tratamiento con jabón potásico.